# فریده مرادخانی
فریده مرادخانی فعال حقوق بشر اهل ایران و مؤسس و مدیر کمپین حمایت از زندانیان است. او یکی از فرزندان علی تهرانی، از روحانیون مخالف جمهوری اسلامی، و خواهرزاده سید علی خامنه‌ای، رهبر جمهوری اسلامی ایران، است.
او که کارزاری را در حمایت از زندانیان راه‌اندازی کرده بود در خرداد ۱۳۹۷ پس از سفر به سنندج و دیدار با خانواده رامین حسین پناهی، زندانی سیاسی کرد که به اتهام فعالیت علیه جمهوری اسلامی اعدام شد، بازداشت شد. ۲۳ دی ۱۴۰۰ نیز در مسیر بازگشت به خانه خود در تهران توسط وزارت اطلاعات ایران بازداشت شد. همچنین در بحبوحه خیزش ۱۴۰۱ ایران، روز چهارشنبه ۲ آذر دوباره بازداشت شد. او در آخرین ویدئویی که ضبط کرد، جامعه جهانی را به قطع ارتباط با حکومت ایران فرا خواند که بازتابی گسترده در رسانه‌های جهان داشت. او در ۱۸ آذر از سوی دادگاه ویژه روحانیت به سه سال حبس محکوم شد. وکالت مرادخانی به‌دلیل روحانی نبودن از سوی دادگاه پذیرفته نشد. وی از مخالفان نظام جمهوری اسلامی می‌باشد.
او ۲۲ مهر ۱۴۰۰ با حضور آنلاین در مراسم بزرگداشت هشتاد و سومین زادروز فرح پهلوی که از سوی حزب مشروطه ایران برگزار شد، شعری دربارهٔ او و ایران خواند. مرادخانی در آن جلسه با ابراز غم و اندوه در مورد شرایط فعلی ایران خطاب به فرح پهلوی گفته بود «تو خواهی آمد و نور را خواهی آورد برای شکستن ظلمت شب.» وی از مخالفان نظام جمهوری اسلامی می‌باشد.
وی در انتقاد از نحوه برخورد حکومت با معترضان بازداشت و در ۱۸ آذر ۱۴۰۱ از سوی دادگاه ویژه روحانیت به سه سال حبس محکوم شده است.